# جون رايموند رايس
جون رايموند رايس (بالإنجليزية: John Raymond Rice)‏ هو عسكري أمريكي، ولد في 25 أبريل 1914 في وينباغو في الولايات المتحدة، وتوفي في 6 سبتمبر 1950.